# Coffea togoensis
Coffea togoensis är en måreväxtart som beskrevs av Auguste Jean Baptiste Chevalier. Coffea togoensis ingår i släktet Coffea och familjen måreväxter. Inga underarter finns listade i Catalogue of Life.